# Giro d'Italia 1971
Il Giro d'Italia 1971, cinquantaquattresima edizione della Corsa Rosa, si svolse in venti tappe precedute da un cronoprologo iniziale dal 20 maggio al 10 giugno 1971, per un percorso totale di 3567 km. La vittoria fu appannaggio dello svedese Gösta Pettersson, che completò il percorso in 97h24'03", precedendo il belga Herman Van Springel e l'italiano Ugo Colombo.

## Percorso
Il percorso del cinquantaquattresimo Giro d'Italia venne svelato a Milano nel pomeriggio del 24 febbraio 1971. La "Corsa Rosa" di quell'anno tornava nel Meridione d'Italia, dopo l'assenza dell'edizione precedente, prendendo il via il 20 maggio da Lecce con un cronometro a squadre. Le strade della penisola venivano quindi affrontate da sud verso nord attraversando la Basilicata, l'Appennino abruzzese, l'Umbria, la Versilia e l'Appennino tosco-emiliano fino a giungere, dopo l'unica giornata di riposo, al Lago di Garda.
Si ripartiva in direzione Adriatico, per attraversare il confine con la Jugoslavia e tornare l'indomani in Friuli-Venezia Giulia. A seguire la carovana sconfinava nuovamente, questa volta in Austria, fronteggiando la Cima Coppi, il Großglockner, per rientrare quindi in Italia con altre due tappe alpine tra Dolomiti e Lombardia. L'epilogo, in data 10 giugno, era costituito da due semitappe, una in linea e una a cronometro, con arrivo al Velodromo Vigorelli di Milano, di nuovo sede conclusiva dopo la parentesi bolzanina del 1970. Si trattava nel complesso di un tracciato di 3 629,2 km (poi divenuti 3 567) composto da venti tappe più il prologo a squadre, due cronometro individuali, sei arrivi in salita.

## Tappe
| Tappa  | Data      | Percorso                                                  | km    | Vincitore di tappa    | Leader cl. generale |
| ------ | --------- | --------------------------------------------------------- | ----- | --------------------- | ------------------- |
| prol.  | 20 maggio | Lecce > Brindisi (cronostaffetta)                         | 62,2  | Salvarani             | -                   |
| 1ª     | 21 maggio | Brindisi > Bari                                           | 175   | Marino Basso          | Marino Basso        |
| 2ª     | 22 maggio | Bari > Potenza                                            | 260   | Enrico Paolini        | Enrico Paolini      |
| 3ª     | 23 maggio | Potenza > Benevento                                       | 177   | Ercole Gualazzini     | Enrico Paolini      |
| 4ª     | 24 maggio | Benevento > Pescasseroli                                  | 203   | Guerrino Tosello      | Enrico Paolini      |
| 5ª     | 25 maggio | Pescasseroli > Gran Sasso d'Italia                        | 198   | Vicente López Carril  | Ugo Colombo         |
| 6ª     | 26 maggio | L'Aquila > Orvieto                                        | 163   | Domingo Perurena      | Ugo Colombo         |
| 7ª     | 27 maggio | Orvieto > San Vincenzo                                    | 220   | Felice Gimondi        | Aldo Moser          |
| 8ª     | 28 maggio | San Vincenzo > Casciana Terme                             | 203   | Romano Tumellero      | Claudio Michelotto  |
| 9ª     | 29 maggio | Casciana Terme > Forte dei Marmi                          | 141   | Marino Basso          | Claudio Michelotto  |
| 10ª    | 30 maggio | Forte dei Marmi > Pian del Falco di Sestola               | 123   | José Manuel Fuente    | Claudio Michelotto  |
| 11ª    | 31 maggio | Sestola > Mantova                                         | 199   | Marino Basso          | Claudio Michelotto  |
|        | 1º giugno | giorno di riposo                                          |       |                       |                     |
| 12ª    | 2 giugno  | Desenzano del Garda > Serniga di Salò (cron. individuale) | 28    | Davide Boifava        | Claudio Michelotto  |
| 13ª    | 3 giugno  | Salò > Sottomarina di Chioggia                            | 218   | Patrick Sercu         | Claudio Michelotto  |
| 14ª    | 4 giugno  | Chioggia > Bibione                                        | 170   | Patrick Sercu         | Claudio Michelotto  |
| 15ª    | 5 giugno  | Bibione > Lubiana (YUG)                                   | 201   | Franco Bitossi        | Claudio Michelotto  |
| 16ª    | 6 giugno  | Lubiana (YUG) > Tarvisio                                  | 100   | Dino Zandegù          | Claudio Michelotto  |
| 17ª    | 7 giugno  | Tarvisio > Großglockner (AUT)                             | 206   | Pierfranco Vianelli   | Claudio Michelotto  |
| 18ª    | 8 giugno  | Lienz (AUT) > Falcade                                     | 195   | Felice Gimondi        | Gösta Pettersson    |
| 19ª    | 9 giugno  | Falcade > Ponte di Legno                                  | 182   | Lino Farisato         | Gösta Pettersson    |
| 20ª-1ª | 10 giugno | Ponte di Legno > Lainate                                  | 185   | Giacinto Santambrogio | Gösta Pettersson    |
| 20ª-2ª | 10 giugno | Lainate > Milano (cron. individuale)                      | 20    | Ole Ritter            | Gösta Pettersson    |
| Totale | Totale    | Totale                                                    | 3 567 |                       |                     |

## Squadre e corridori partecipanti
| N.    | Cod. | Squadra           |
| ----- | ---- | ----------------- |
| 1-10  | COS  | Cosatto-Marsicano |
| 11-20 | DRE  | Dreher            |
| 21-30 | FER  | Ferretti          |
| 31-40 | FIL  | Filotex           |
| 41-50 | GBC  | G.B.C.            |
| 51-60 | KAS  | KAS               |

| N.      | Cod. | Squadra                   |
| ------- | ---- | ------------------------- |
| 61-70   | MAG  | Magniflex-Hertekamp       |
| 71-80   | MOL  | Molteni                   |
| 81-90   | CAS  | La Casera-Peña Bahamontes |
| 91-100  | SAL  | Salvarani                 |
| 101-110 | SCI  | Scic                      |

## Classifiche finali

### Classifica generale - Maglia rosa
| Pos. | Corridore           | Squadra   | Tempo     |
| ---- | ------------------- | --------- | --------- |
| 1    | Gösta Pettersson    | Ferretti  | 97h24'03" |
| 2    | Herman Van Springel | Molteni   | a 2'04"   |
| 3    | Ugo Colombo         | Filotex   | a 2'35"   |
| 4    | Francisco Galdós    | KAS       | a 4'27"   |
| 5    | Pierfranco Vianelli | Dreher    | a 6'41"   |
| 6    | Silvano Schiavon    | Dreher    | a 7'27"   |
| 7    | Felice Gimondi      | Salvarani | a 7'30"   |
| 8    | Tony Houbrechts     | Salvarani | a 9'39"   |
| 9    | Wladimiro Panizza   | Cosatto   | a 13'13"  |
| 10   | Giovanni Cavalcanti | Filotex   | a 14'22"  |

### Classifica a punti - Maglia ciclamino
| Pos. | Corridore              | Squadra   | Punti |
| ---- | ---------------------- | --------- | ----- |
| 1    | Marino Basso           | Molteni   | 181   |
| 2    | Patrick Sercu          | Dreher    | 148   |
| 3    | Felice Gimondi         | Salvarani | 139   |
| 4    | Ole Ritter             | Dreher    | 136   |
| 5    | Albert Van Vlierberghe | Ferretti  | 116   |

### Classifica scalatori
| Pos. | Corridore            | Squadra   | Punti |
| ---- | -------------------- | --------- | ----- |
| 1    | José Manuel Fuente   | KAS       | 360   |
| 2    | Pierfranco Vianelli  | Dreher    | 270   |
| 3    | Primo Mori           | Salvarani | 190   |
| 4    | Lino Farisato        | Ferretti  | 170   |
| 5    | Vicente López Carril | KAS       | 140   |